# Кэптив
Кэптив или кэптивная страховая компания (от англ. captive — «пленный») — страховая компания, принадлежащая материнской структуре (часто какой-либо ФПГ или концерну), и обслуживающая только её риски. С начала 2000-х годов действует явная тенденция по выходу кэптивных страховщиков на конкурентный страховой рынок с развитием и предложением новых страховых продуктов, отличных от страхования рисков управляющей компании. Многие крупные страховые компании начинали как кэптивы, достигали определенного масштаба бизнеса и уже затем выходили на рынок.
Примеры:
- СК «Согаз» (дочерняя компания Газпрома);
- СК «ЖАСО» (была кэптивной компанией РЖД);
- СК «Согласие» (была кэптивной компанией группы ОНЭКСИМ);
- СК «ВТБ Страхование» (входила в группу компаний ВТБ, позже куплена Согазом);
- СК «Транснефть» (была дочерней компанией ПАО Транснефть, позже вошла в страховую группу СОГАЗ).

На российском рынке известны и неудачные попытки такого рода. Так, страховая компания  «Межрегионгарант» (дочерняя компания ОАО «Глобалстрой-Инжиниринг», ранее называвшегося  «Лукойл-Нефтегазстрой»), потерпела неудачу с выходом на розничный рынок и прекратила эти попытки в 2009 году.
По аналогии кэптивным называют банк, основным клиентом которого является его основной участник, а также аффилированные с ним лица.